# Cesare Balbo

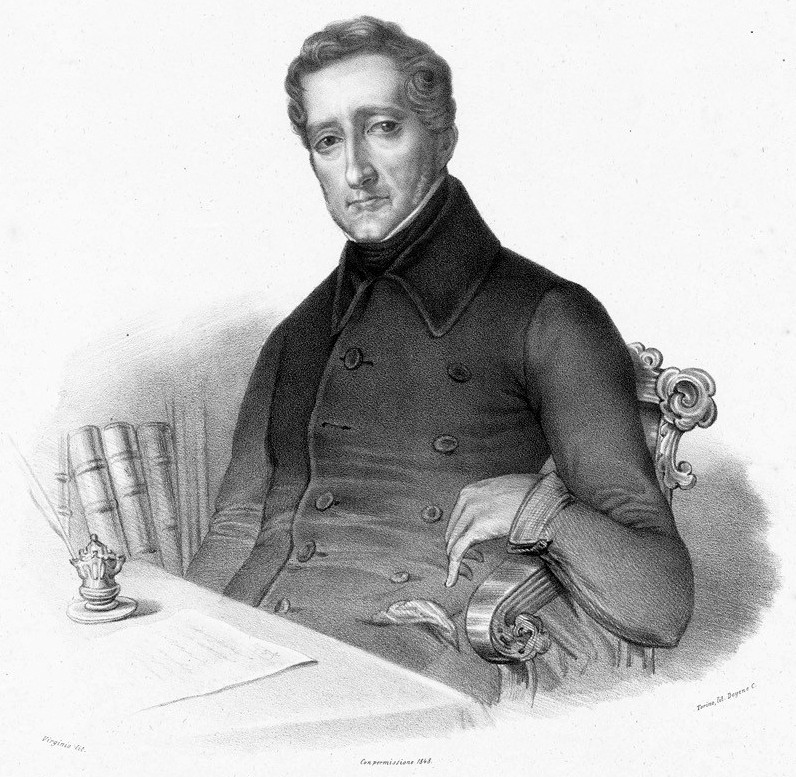
Cesare Balbo, 1848

Cesare Balbo (* 21. November 1789 in Turin; † 4. Juni 1853 ebenda) war ein italienischer Staatsmann, Historiker und Schriftsteller. Er gilt als Vertreter des Neoguelfismus.

## Herkunft
Balbos Familie stammte aus Chieri, einem Ort, der zu damaliger Zeit unweit von Turin an der Straße nach Asti und Alessandria lag. Hier waren seine Vorfahren seit dem 13. Jahrhundert ansässig. Sein Großvater Carlo Gaetano Balbo, der mit Paola Benzo (oder Benso) di Mondonio verheiratet war, starb 1765 und hinterließ 3 Söhne. Prospero Balbo (2. Juli 1762–14. März 1837), der älteste von ihnen, war gerade 3 Jahre alt als sein Vater starb und wurde im Hause seines Adoptivvaters, Gian Lorenzo Bogino (21. Juli 1701–), aufgezogen. Dieser war der zweite Ehemann seiner Großmutter Teresa Maria Cristina, Tochter des Grafen Filippo di Pralormo und seit 1748 Witwe des Grafen Gaetano Maria Benso di Mondonio. Er war als dessen Adoptivsohn auch der Erbe das Anwesens der Bogino in Turin und eines Lehens in Vinadio, da Boginos erste Ehefrau 1739 und später auch deren zwei Söhne Vincenzo Francesco (1759) und Alessandro (1754) verstorben waren. Balbos Mutter war Enrichetta Tapparelli d’Azeglio e Laguasco, die bereits 1792 starb, so dass auch er und seine beiden jüngeren Geschwister Ferdinando und Paolina in der Obhut der Großmutter aufwuchsen. Später nahm der Vater die Kinder zu sich, nachdem er 1797 erneut geheiratet hatte. Madeleine des Isnards, war die Witwe des Grafen von Seguins-Vassieux von Carpentras und wurde die Stiefmutter Balbos.

## Leben
Balbo lebte ab dem 11. Lebensjahr von 1800 bis 1802 zunächst in Florenz. Zurück in der Heimat wurde er und sein Bruder vom Vater in ihrer die Mutterſprache, in Latein und in den Grundkenntnissen der philosophischen Doktrinen unterwiesen. Der Graf Michele Saverio Provana del Sabbione (2. Gezember 1770–24. Januar 1837), ein Mitglied der königlichen Akademie der Wissenschaften, gab den beiden Unterricht in Mathematik und Graf Filippo Grimaldi in Physik. Balbo widmete sich insbesondere der Mathematik, doch sein Vater hatte für ihn eine andere Richtung vorgesehen. Im Jahr 1807 hatte er ein juristisches Studium begonnen, als er von Napoleon persönlich, während dessen Aufenthalts in Turin, zum Auditeur beim Staatsrat in Paris ernannt wurde. Er trat diesen Posten jedoch nicht sofort an, da sein Vater um Aufschub gebeten hatte, bis er sein Studium beendet habe. 1808 wurde er Sekretär der Regierungskommission, welche die Vereinigung der Toskana mit dem Kaiserreich vollzog, und 1810 der zu gleichem Zweck für Rom ernannten Konsulta. Im Jahr 1811 wurde er als Auditeur des Staatsrats nach Paris zurückberufen. Ihm wurde eine neue Aufgabe zugewiesen. In Laibach sollte er als französischer Regierungskommissar an der „Liquidation“ der illyrischen Provinzen teilnehmen. Nach Napoleons Sturz wurde Balbo sardinischer Offizier und sollte in Holland eingesetzt werden. Er ließ sich jedoch als Kranker in seine Heimat versetzen, wo er seinen Vater wiedersah und feststellen musste, dass sein Bruder im russischen Krieg auf dem Rückzug in Elbing gestorben war. Er war einige Zeit der Gesandtschaft in London beigegeben, begleitete seinen Vater als Attaché nach Madrid und trat infolge der piemontesischen Revolution von 1821 als Major aus der Armee aus. Am 9. April 1821 verließ Balbo Novara und reiste über Genf und Lyon zum Schloss Suse in der Provence. Hier lebte sein Vater bei den Angehörigen feiner zweiten Frau, der Familie Des Isnards. Er selbst wurde an der Rückkehr nach Turin gehindert und aus seiner Heimat verbannt. Im April 1823 heiratete er Felicie de Villeneuve, deren Mutter eine Ségur d’Aguesseau war und verbrachte mit ihr einen Sommer im Schloss Chenonceau und den darauffolgenden Winter in Paris. Schließlich wurde ihm die Rückkehr nach Piemont unter der Einschränkung erlaubt, sich auf einen Landsitz in einiger Entfernung von der Hauptstadt zurückzuziehen. Zu diesem Zweck wurde rund 15 Meilen von Asti entfernt, im Herzogtum Montferrat das Schloss Camerano erworben. Im Sommer 1824 traf er hier mit seiner Frau ein. Seit dem Sommer 1826 war es ihm auch wieder erlaubt nach Turin zu kommen, und so pendelte er seitdem zwischen der Villa und der Hauptstadt hin und her und widmete sich der literarischen Arbeit.

## Schriftstellerisches Wirken
Balbo widmete sich historischen Studien und veröffentlichte von 1821 bis 1843 mehrere Arbeiten, darunter eine Geschichte Italiens (Storia d’Italia), die jedoch in 2 Bänden nur bis zu Karl dem Großen reicht, und eine Übersetzung von Heinrich Leos Entwickelung der Verfassung der lombardischen Städte (Comuni italiani) nebst Kommentar.
Allgemeiner bekannt machten ihn zuerst 1843 die Le speranze d’Italia, worin er erklärte, dass die Unabhängigkeit und Einheit Italiens der Freiheit vorangehen müssten. Um diese Parole sammelten sich alle gemäßigten Liberalen. Auch Balbos „Kompendium der italienischen Geschichte“ („Della storia d’Italia dalle origini fino ai nostri tempi“, 11. Auflage, Bastia 1860.) fand wegen umfassender Geschichtskenntnis, kernigen und bestimmten Stils großen Beifall.
Außer kleineren historischen und politischen Schriften lieferte Balbo Artikel für das Turiner Journal Risorgimento. Als Haupt der gemäßigten Liberalen nahm er seit 1847 eine hervorragende Stellung ein. Der demokratischen Partei stand er 1848–49 feindlich gegenüber, nahm dagegen lebhaften Anteil am Krieg gegen Österreich. Seit Erlass der Verfassung vom 8. Februar (4. März) 1848 leiteten in Sardinien meist Balbos Freunde und Männer aus seiner Schule die Regierung, an der er selbst nur ganz kurze Zeit Anteil nahm. Auch mit dem Ministerium Azeglio stand er stets in freundschaftlichsten Beziehungen. Nach dem Tod des Königs Karl Albert zog er sich aus der Öffentlichkeit zurück und starb am 3. Juni 1853. Wenige Wochen vor seinem Tod war er in die Accademia della Crusca aufgenommen worden, konnte auf die Mitteilung aber nicht mehr antworten.

## Werke (Auswahl)
- Della storia d’Italia fino all’anno 1814. De Marco, Neapel 1847 (archive.org).
- Delle speranze d’Italia Tip. Elvetica, Capolago 1844 (archive.org).
- Vita di Dante. F. Le Monnier, Florenz 1853 (archive.org).
- Meditazioni storiche. F. Le Monnier, Florenz 1855 (archive.org).
- Pensieri ed esempi opera postuma di Cesare Balbo. F. Le Monnier, Florenz 1856 (archive.org).
- Il Regno di Carlo Magno in Italia e scritti storici minori di Cesare Balbo. F. Le Monnier, Florenz 1862 (archive.org).

## Ehrungen

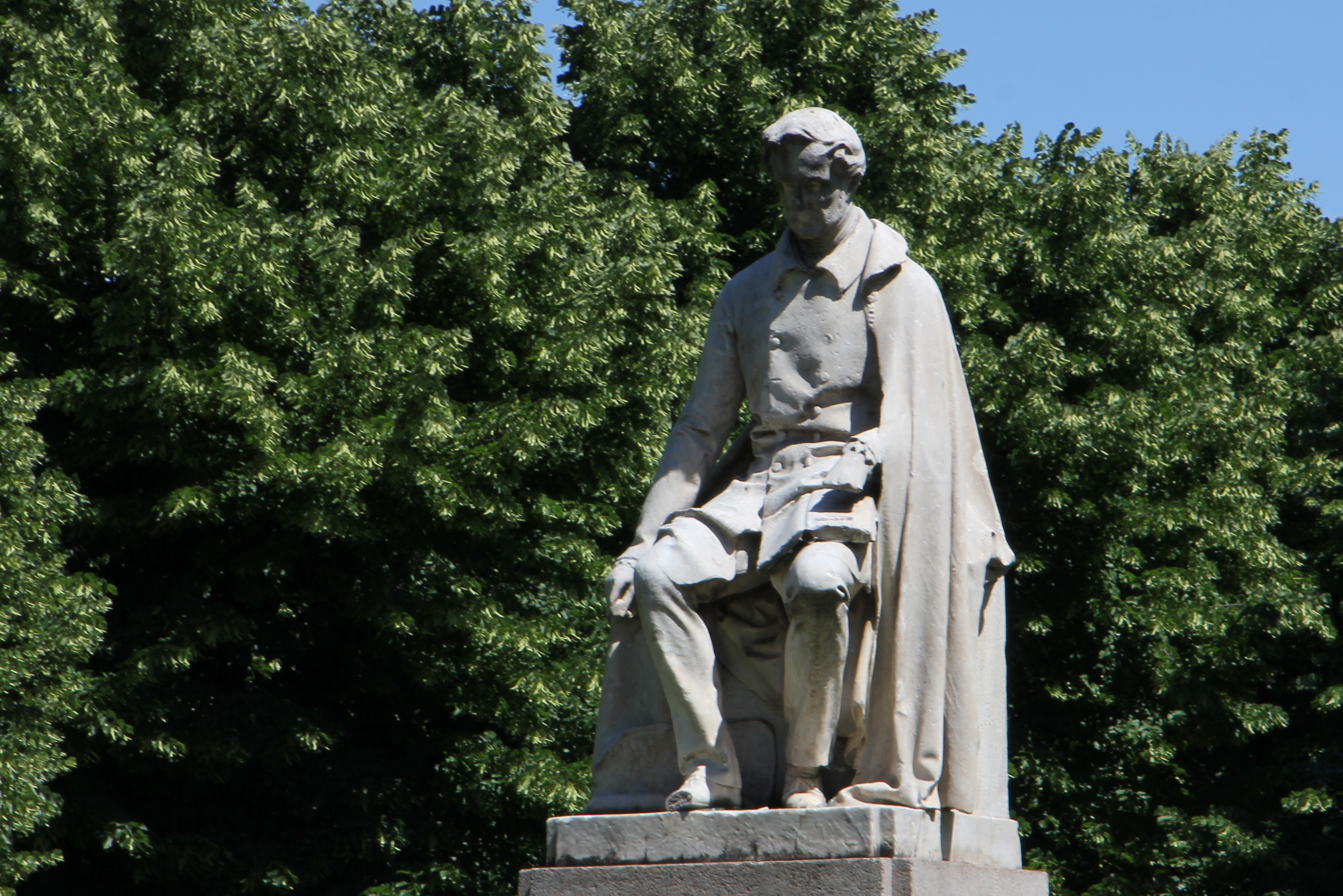
Denkmal in Turin

- Am 8. Juli 1856 wurde ihm in Turin ein Standbild (von Bela) errichtet.[7]